# Onze-Lieve-Vrouw-van-Fatimakapel (Wolder)

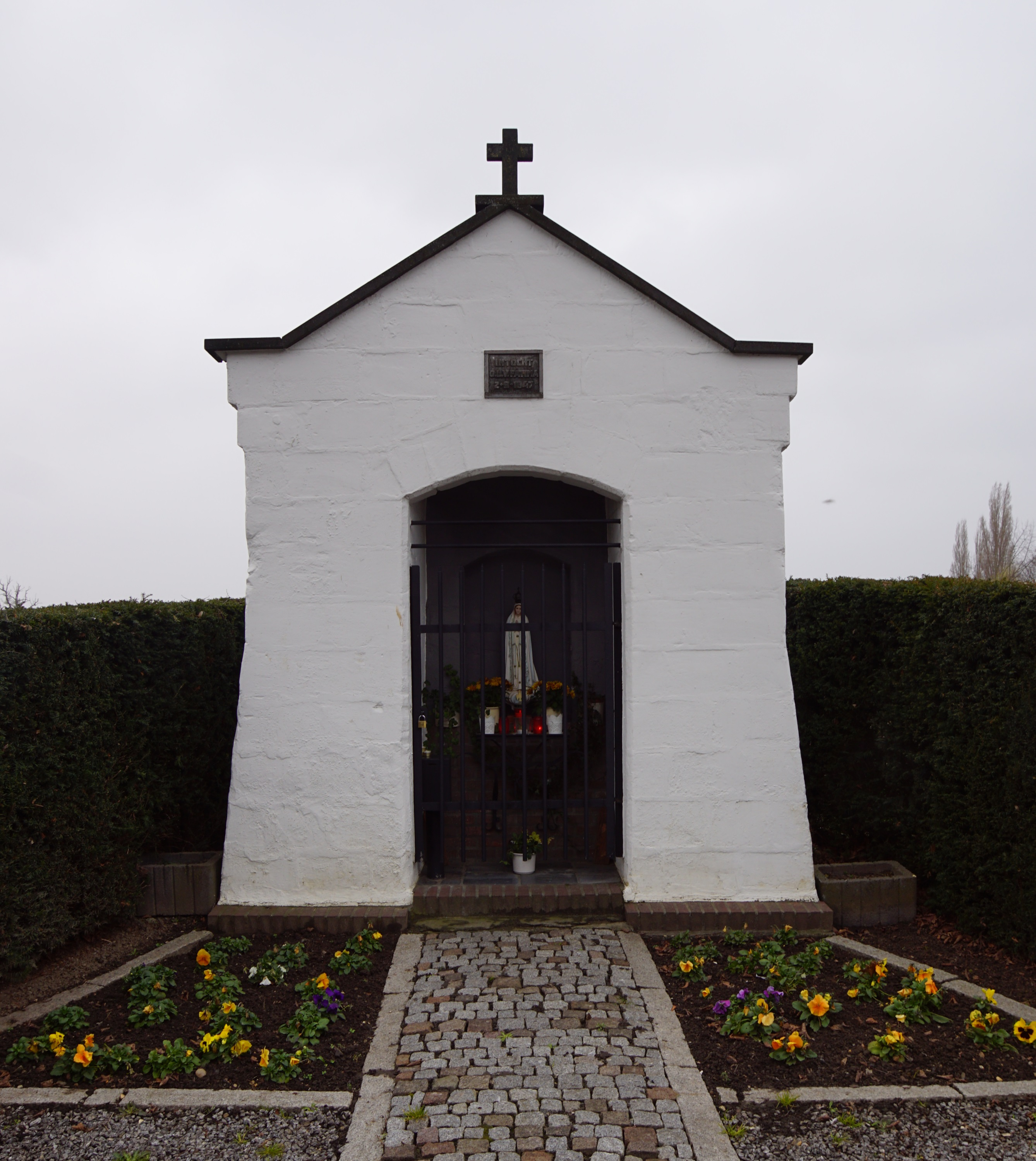
De Onze-Lieve-Vrouw-van-Fatimakapel

De Onze-Lieve-Vrouw-van-Fatimakapel is een kapel in Wolder in de Nederlands Zuid-Limburgse gemeente Maastricht. De kapel staat aan de Tongerseweg in het zuidwesten van Maastricht, op ongeveer 50 meter van de grens met België.
De kapel is gewijd aan Maria, specifiek aan Onze-Lieve-Vrouw van Fátima.

## Geschiedenis
In 1947 werd de kapel door buurtbewoners gebouwd om te gedenken dat een beeld van Onze-Lieve-Vrouw van Fátima een soort bedevaartstocht door Europa heeft gemaakt. Het beeld kwam op 2 september 1947 de grens van België met Nederland over waar het werd overgedragen van een naburig Belgisch bisdom aan het Bisdom Roermond. Het beeld heeft toen korte tijd in de kapel gestaan om daarna verder door Europa te reizen.

## Bouwwerk
De wit geschilderde mergelstenen kapel is opgetrokken op een rechthoekig plattegrond, heeft een verhoogde frontgevel en wordt gedekt door een zadeldak met leien. De frontgevel is een topgevel met verbrede aanzet en schouderstukken en wordt getopt door een kruis. De cementstenen deklijst van de frontgevel is donker van kleur in tegenstelling tot de wit geschilderde gevels. Hoog in de topgevel is een gevelsteen geplaatst waarin een tekst is aangebracht:

INTOCHT
O.L.V.FATIMA
2*9*1947

In de frontgevel bevindt zich de segmentboogvormige toegang tot de kapel die wordt afgesloten met een ijzeren hek.
Van binnen is de kapel wit geschilderd en tegen de achterwand is het massieve ongeschilderde bakstenen altaar geplaatst. Boven het altaar is in de achterwand een segmentboogvormige nis aangebracht. In deze nis staat een beeld van Onze-Lieve-Vrouw van Fátima en rond het beeld is ter beveiliging een ijzeren kooi geplaatst.